# Памятники Актобе
Памятники Актобе — именные памятники, большие и малые скульптурные формы, монументы и мемориалы, расположенные на территории города Актобе и одноимённой городской администрации.
Только за годы независимости Казахстана в городе было воздвигнуто 28 памятников, монументов и мемориальных комплексов (данные на 2013 год). Имеет место настоящий культ знаменитого снайпера Алии Молдагуловой — построен мемориальный комплекс и памятник, в её честь назван один из центральных проспектов, открыт персональный музей. Памятник Алии Молдагуловой (1960) скульптора Е. Н. Штамма и архитектора Л. В. Рапутова, и бюст летчика-космонавта Виктора Пацаева (1976) скульпторов Ю. А. Тура и А. А. Заварзина входят в число памятников истории и культуры Казахстана республиканского значения.
Недалеко от главного входа в парк им. Первого Президента расположен обелиск жертвам голода в 1930-е годы, установленный в начале 1990-х годов. На нём были высечены слова: «В городе Актюбинске будет сооружен памятник погибшим во время Голода 1931—33 годов». Только в 2018 году, спустя почти три десятилетия, в городе был возведён памятник жертвам голода и политических репрессий (на места памятника Ленину).

## Советский период
| Название | Год установки | Местоположение                                              | Авторы (скульпторы; архитекторы)   | Фото | Описание |
| --- | ------------- | ----------------------------------------------------------- | ---------------------------------- | ---- | --- |
| Памятник металлургу                                                                                          | 1943          | Возле АЗФ                                                   |                                    |      | Один из самых старых памятников города, установлен в год запуска Актюбинского завода ферросплавов. |
| Памятник-бюст Чиганаку Берсиеву                                                                              | 1946          | парк им. А. С. Пушкина                                      | А. Н. Крошин                       |      | [ 6 ] |
| Памятник Герою Советского Союза А. Молдагуловой                                                              | 1960          | ул. Шернияза, сквер им. Молдагуловой                        | Е. Н. Штамм; Л. В. Рапутов         |      | [ 7 ] |
| Памятник В. И. Ленину                                                                                        | 1962          | на территории АЗФ                                           |                                    |      | Открыт 4 ноября 1962 года. |
| Памятник В. И. Ленину                                                                                        | 1962          | пр. Мира                                                    | Л. Д. Муравин; А. С Косинский      |      | Открыт 5 ноября 1962 года. |
| Памятник В. И. Ленину                                                                                        | 1964          | на территории АЗХС                                          |                                    |      | Открыт 22 апреля 1964 года. |
| Обелиск Славы павшим актюбинцам за Родину на войне в годы Великой Отечественной войны                        | 1970          | на пересечении ул. Есет батыра и пр. А. Молдагуловой        | Т. Жанысбеков; Н. Соболев          |      | 24 августа 1970 года на Октябрьском бульваре (ныне проспект Абая) был возведён 19-метровый гранитный Обелиск Славы, посвящённый борцам за установление Советской власти и погибшим в Великую Отечественную войну. После установки памятника Ленину напротив Обелиска, в 1984 году его перенесли на проспект А. Молдагуловой. |
| Памятник М. В. Фрунзе                                                                                        | 1971          | пр. Победы, 31                                              | И. Белоцерковский; А. Исаев        |      | В 2000-х годах памятник Фрунзе был перенесён в безлюдный сквер позади Областной филармонии им. Газизы Жубановой. В 2018 году демонтирован, в будущем возможно будет расположен в одном из новых парков города. |
| Памятник А. Джангельдину                                                                                     | 1972          | ул. Шернияза, 53                                            | А. Исаев; И. Белоцерковский        |      | |
| Памятник-бюст первому председателю Совета Актюбинского уездного рабоче-крестьянских депутатов В. Ф. Зинченко | 1974          | ул. Т. Ахтанова, 52                                         | Т. Сулейменов; О. Прокопьева       |      | |
| Рельефный памятник-обелиск Герою Советского Союза Р. Кутуеву                                                 | 1974          | ул. Т. Ахтанова, 44                                         |                                    |      | |
| Памятник-бюст В. И. Пацаеву                                                                                  | 1976          | пр. Абилкайыр хана                                          | Ю. А. Тур, А. А. Заварзин          |      | Памятник-бюст в честь В. И. Пацаева представляет собой архитектурно-скульптурную композицию в виде гранитного ступенчатого стилобада трапецеидальной формы, в центре которого возвышается пятигранная стела из красного полированного гранита высотой 4 метра. Её венчает двухметровый бронзовый бюст Героя. Текст мемориальной доски: «Лётчик-космонавт СССР Герой Советского Союза Виктор Иванович Пацаев».                            |
| Памятник Ленину                                                                                              | 1983          | пр. Победы, 31                                              | Н. А. Щербаков; С. П. Хаджибаронов |      | 22 апреля 1983 года на главной площади города перед Домом Советов (ныне акимат Актюбинской области) с большой помпой был открыт памятник В. И. Ленину скульптора Н. А. Щербакова и архитектора С. П. Хаджибаронова. В конце 1990-х годов памятник Ленину был перенесён в безлюдный сквер позади Областной филармонии им. Газизы Жубановой. В 2018 году демонтирован, в будущем возможно будет расположен в одном из новых парков города. |
| Памятник-обелиск «Пушка» в честь 312 стрелковой дивизии и 101 стрелковой бригады                             | 1985          | ул. Ж. Кереева                                              | М. К. Фахрутдинов                  |      | |
| Памятник-бюст борцам Революции 1919 года                                                                     |               | парк имени А. С. Пушкина                                    |                                    |      | |
| Памятник-бюст Герою Советского Союза В. Г. Козенкову                                                         |               | на территории Актюбинского завода ферросплавов (АЗФ)        |                                    |      | |
| Памятник Л. И. Мирзояну                                                                                      |               | располагался на одноимённой улице (ныне ул. А. Букейханова) |                                    |      | Демонтирован в 2018 году. |

## Современный период
| Название                                                                    | Год установки | Местоположение                                                  | Авторы (скульптор; архитектор)                  | Фото | Описание |
| --------------------------------------------------------------------------- | ------------- | --------------------------------------------------------------- | ----------------------------------------------- | ---- | --- |
| Памятник-бюст генерал-лейтенанту Ж. Керееву                                 | 1999          | ул. Ж. Кереева                                                  | Б. Абишев; Б. Егимбаев                          |      | |
| Памятник акыну Н. Байганину                                                 | 1999          | пр. Абилкайыр хана                                              | Г. Г. Элизбарашвили; А. Аджигалиев              |      | |
| Памятник Абулхайр-хану                                                      | 2000          | пр. Абилкайыр хана                                              | Е. Сергебаев; Б. Егимбаев                       |      | В 2000 году на площади перед областным акиматом был установлен памятник Абулхайр-хану скульптора Е. Сергебаева и архитектора Б. Егимбаева. |
| Памятник-бюст Монке би Тилеуулы                                             | 2003          | ул. 101-й стрелковой бригады                                    | К. Егизбаев; Б. Егимбаев                        |      | |
| Паровоз-памятник Эр 791-57                                                  | 2004          | Около Актюбинского локомотивного депо                           |                                                 |      | Памятник в виде реального паровоза Эр 791-57 был установлен к 100-летию Туркестано-Сибирской магистрали. |
| Мемориальный памятный комплекс Герою Советского Союза А. Молдагуловой       | 2005          | на пересечении ул. Бр. Жубановых и пр. А. Молдагуловой          | Б. Абишев, Е. Сергебаев; В. Кацев, Ж. Айнабеков |      | |
| Комплекс-памятник композитору А. Жубанову                                   | 2006          | пр. Победы, 31                                                  | Е. Сергебаев; Ж. Айнабеков                      |      | |
| Памятник читателю                                                           | 2006          | ул. Есет батыра, 99 (перед редакцией газеты «Диапазон»)         | Ж. Т. Кенбай, В. Скоробогатов                   |      | Памятник был установлен к 10-летнему юбилею городской газеты «Диапазон». |
| Памятник-обелиск воинам-интернационалистам                                  | 2007          | на пересечении ул. Есет Батыра и пр. Абая                       | Ж. Т. Кенбай                                    |      | |
| Памятник-бюст Г. Жубановой                                                  | 2007          | пр. Победы, 31                                                  | Ж. Т. Кенбай                                    |      | |
| Памятник героям трилогии Абдижамила Нурпеисова «Кровь и пот»                | 2008          | пр. Абая                                                        | Е. Жумабаев                                     |      | 14 ноября 2008 года на проспекте Абая, возле библиотеки имени Сактагана Баишева открылся памятник героям трилогии Абдижамила Нурпеисова «Кровь и пот» — первый памятник в Казахстане, посвящённый литературным персонажам. На торжественном открытии присутствовал сам Абдижамил Нурпеисов. Автором памятника стал художник Ерик Жумабаев, памятник обошёлся в 324 тыс. долларов США. Скульптуры шести главных персонажей трилогии (Еламан, Акбала, Танирберген, Судр-Ахмет и др.) были отлиты из бронзы, постамент сделан из белого гранита. |
| Памятник Айтеке би                                                          | 2008          | ул. Т. Ахтанова, 50 (перед зданием акимата Актобе)              | Ж. Жубанкосов                                   |      | [ 1 ] |
| Памятник-бюст дважды Герою Советского Союза Т. Бигельдинову                 | 2009          | Военный институт Сил воздушной обороны имени Т. Я. Бегельдинова | М. Габдрахманов                                 |      | [ 16 ] |
| Памятник актюбинцам — ликвидаторам и участникам аварии на Чернобыльской АЭС | 2011          | пр. Мира                                                        | Ж. Жубанкосов                                   |      | На постаменте изображены человеческие ладони, внутри которых находится атом. Высота памятника: 2,4 метра. |
| Памятник трактору СХТЗ 15/30                                                | 2012          | Перед сельскохозяйственным колледжем                            |                                                 |      | Памятник трактору СХТЗ 15/30 был установлен благодаря директору колледжа Амангали Кудайбергенову. |
| Памятник Т. Ахтанову и К. Шангитпаеву                                       | 2013          | Ж. Жубанкосов                                                   |                                                 |      | [ 18 ] |
| Памятник Санкибай батыру                                                    | 2014          | на пересечении пр. А. Молдагуловой и Санкибай батыра            | Ж. Жубанкосов                                   |      | [ 19 ] |
| Памятник овчарке по кличке «Беда́»                                           | 2014          | Кызылжар                                                        | Ж. Тулегенов                                    |      | Овчарка по кличке «Беда» служила вместе со своим хозяином Миржаном Калдыгуловым в Афганистане в 1987—1989 годах. Памятник высотой 2,7 м был воздвигнут на средства воинов-интернационалистов и спонсоров, открытие состоялось 13 октября 2014 года. |
| Памятник-бюст Герою Советского союза Малкеждару Букенбаеву                  | 2015          | Актюбинский юридический институт МВД РК                         |                                                 |      | [ 21 ] |
| Памятник Тлеу батыру                                                        | 2015          | Пересечение пр. Абилкайыр хана и ул. Тлеу батыра                | А. Ахметов                                      |      | Высота бронзовой скульптуры — 5 м, общая высота вместе с постаментом — 10 м. Масса — около 1,5 тыс. кг. На создание памятника было затрачено порядка 20 млн тенге. Открытие памятника было приурочено к 550-летию Казахского ханства. |
| Памятник Александру Фёдоровичу Наумову                                      | 2016          | Пересечение ул. Пугачёва и Озёрной ул.                          |                                                 |      | [ 23 ] |
| Памятник-бюст Аккагаз Досжановой                                            | 2016          | Ул. Аккагаз Досжановой (бывш. Безымянная ул.)                   |                                                 |      | [ 24 ] |
| Памятник жертвам голода и политических репрессий                            | 2018          | пр. Победы, 31                                                  | А. Кубай соавтор: К. Кобланов                   |      | Открытие памятника состоялось 31 мая — День памяти жертв политических репрессий в Казахстане. Высота постамента: 1,1 м. Высота самого памятника: 2,8 м. В центре монумента располагается бронзовая фигура безымянного измученного человека, над ней возвышается шанырак. |